# Giovanni Picco
Giovanni Picco (Torino, 21 agosto 1932 – Torino, 3 gennaio 2014) è stato un architetto e politico italiano.

## Biografia
Architetto, già professore in Progettazione urbana al Politecnico di Torino, assistente e collaboratore del Prof. Cavallari Murat, iscritto alla Democrazia Cristiana, il 5 dicembre 1973 fu eletto Sindaco di Torino alla guida di una giunta di centro-sinistra comprendente socialisti, democristiani, socialdemocratici, repubblicani e il Movimento Repubblicano Democratico. Rimase in carica per 19 mesi, fino al 1975. Vicino alle posizioni dell'on. Fanfani, egli fu l'ultimo esponente dello Scudo Crociato ad indossare la fascia tricolore a Torino. 
Successivamente fu consigliere regionale dal 1975 al 1996, dove ha ricoperto l'incarico di vice presidente del Consiglio Regionale e della Commissione Ambiente.
Il 24 marzo 1978 fu ferito con colpi di arma da fuoco in un agguato delle Brigate Rosse.
A lungo membro della Democrazia Cristiana, nel 1994 fu tra i fondatori del Centro Cristiano Democratico, il partito di Pier Ferdinando Casini successivamente confluito nell'UDC.
A gennaio 2004 è stato nominato dal ministero dell'ambiente Commissario Straordinario del Parco Nazionale del Gran Paradiso, del quale nel dicembre dello stesso anno è diventato presidente.
È stato inoltre dal 2005 al 2009 Sindaco di Cantalupa (TO). È stato anche direttore della Mostra Storica di Italia '61.
È deceduto nel 2014.